# Parlementaires internationaux pour la Papouasie occidentale
Les Parlementaires internationaux pour la Papouasie occidentale (en anglais, International Parliamentarians for West Papua, IPWP) sont un groupe de parlementaires et d'anciens parlementaires de dix-sept pays, unis pour promouvoir et demander la reconnaissance par l'Organisation des Nations unies du droit à l'autodétermination de la population de Papouasie occidentale, territoire sous souveraineté indonésienne.

## Contexte historique
Ancienne Nouvelle-Guinée néerlandaise, le territoire est cédé à l'Indonésie par les Pays-Bas en 1962, sous la pression des États-Unis et sans consultation de la population autochtone papoue. L'Organisation pour une Papouasie libre conteste ce transfert de souveraineté, mais les mouvements papous de protestation sont brutalement réprimés par le régime militaire indonésien de Soeharto. En 1969, l'Indonésie organise un semblant de consultation populaire, appelé « Acte de libre choix » : L'armée sélectionne 1 026 Papous et les contraint par la force des armes à déclarer leur volonté que la souveraineté indonésienne soit maintenue sur leur territoire, les menaçant d'exécuter leurs familles en cas de décision contraire. Le résultat de ce « vote » est entériné par l'Assemblée générale des Nations unies,,. Au cours des décennies qui suivent, dans le cadre de ce conflit en Papouasie occidentale, les forces armées indonésiennes se livrent en toute impunité à des massacres, des viols et de nombreuses autres atrocités,,,,. Le Comité spécial de la décolonisation des Nations unies refuse en 2017 de considérer la Papouasie occidentale comme un territoire non-décolonisé, réaffirmant au contraire la souveraineté et l'intégrité territoriale de l'Indonésie.

## Création

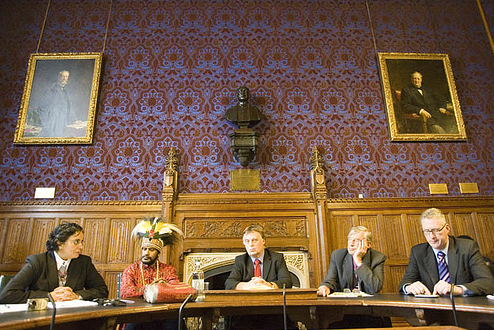
Inauguration du movement en octobre 2008.

Le groupe IPWP est créé à l'initiative de Benny Wenda, membre prééminent du mouvement indépendantiste papou, ayant obtenu l'asile politique au Royaume-Uni en 2003. Le groupe est inauguré formellement le 15 octobre 2008 dans l'enceinte du palais de Westminster, les locaux du Parlement du Royaume-Uni. Il est présidé par les parlementaires britanniques Andrew Smith et Lord Harries. Il définit son objectif comme étant « de développer une prise de conscience et un soutien parlementaire international en faveur du mouvement civique de résistance de Papouasie occidentale, de l'illégalité de l'Acte de libre choix de 1969, et de mettre en avant le droit inaliénable de la population de Papouasie occidentale à décider leur propre avenir au moyen d'un référendum libre et juste ». Une branche papou-néo-guinéenne du mouvement est inaugurée le 7 novembre 2009 dans les jardins botaniques de l'université de Papouasie-Nouvelle-Guinée, État souverain voisin de la Papouasie occidentale.
Les parlementaires membres du groupe sont les signataires de la déclaration suivante :
« Nous, soussignés, reconnaissons le droit inaliénable de la population autochtone de Papouasie occidentale à l'autodétermination, qui a été violé par "l'Acte de libre choix" de 1969, et appelons nos gouvernements à mettre en place à travers les Nations unies les modalités pour le libre exercice de ce droit, afin que la population autochtone de Papouasie occidentale puisse décider de manière démocratique de son propre avenir en accord avec les normes internationales des droits de l'homme, les principes du droit international et la Charte des Nations unies ».
Parmi les participants à la réunion de l'IPWP en mai 2016 à Londres se trouvent le Premier ministre des Tonga, ʻAkilisi Pohiva, et Ralph Regenvanu, représentant le gouvernement vanuatais qui est l'un des principaux soutiens du mouvement pour l'autodétermination de la Papouasie occidentale,.
L'existence de ce groupe a été vivement critiqué par les autorités indonésiennes. En mai 2016, le lendemain de l'arrestation de centaines de manifestants papous en Nouvelle-Guinée occidentale et quelques jours après la réunion de l'IPWP à Londres, le Conseil représentatif du peuple, chambre basse du Parlement indonésien, adopte une motion affirmant : « C'est définitif, la Papouasie occidentale fait partie de l'État unitaire de la république d'Indonésie. Cette position a été confirmée par les Nations unies, et l'IPWP est donc un acte hors-la-loi. Cette réunion devrait être condamnée par le monde et par le gouvernement britannique ».

## Membres
Les membres sont les suivants :
| Nom | Nom                                  | Nom | État                      | Chambre parlementaire                        | Parti politique                                                 | Remarques                                                                                     |
| --- | ------------------------------------ | --- | ------------------------- | -------------------------------------------- | --------------------------------------------------------------- | --------------------------------------------------------------------------------------------- |
|     | Benny Wenda                          |     | Papouasie occidentale     | aucun                                        | aucun                                                           |                                                                                               |
|     | Andrew Smith                         |     | Royaume-Uni               | Chambre des communes                         | Parti travailliste                                              |                                                                                               |
|     | Richard Harries, baron Harries       |     | Royaume-Uni               | Chambre des lords                            | aucun                                                           | évêque d'Oxford (1987-2006)                                                                   |
|     | John Battle                          |     | Royaume-Uni               | Chambre des communes                         | Parti travailliste                                              |                                                                                               |
|     | Chef Reuben Ishmael                  |     | Vanuatu                   | Parlement de Vanuatu                         | Alliance des Bergers                                            |                                                                                               |
|     | Moana Carcasses Kalosil              |     | Vanuatu                   | Parlement de Vanuatu                         | Confédération verte                                             | Premier ministre de Vanuatu (2013-2014)                                                       |
|     | Caroline Lucas                       |     | Royaume-Uni               | Parlement européen puis Chambre des communes | Parti vert de l'Angleterre et du pays de Galles                 |                                                                                               |
|     | Jeremy Corbyn                        |     | Royaume-Uni               | Chambre des communes                         | Parti travailliste                                              | Chef de l'opposition officielle (2015-2020)                                                   |
|     | Sir David Amess                      |     | Royaume-Uni               | Chambre des communes                         | Parti conservateur                                              |                                                                                               |
|     | Ralph Regenvanu                      |     | Vanuatu                   | Parlement de Vanuatu                         | Parti Terre et Justice                                          | Ministre des Affaires étrangères (2017-2020) Chef de l'opposition parlementaire (depuis 2020) |
|     | Powes Parkop                         |     | Papouasie-Nouvelle-Guinée | Parlement national                           | sans étiquette puis Parti social-démocrate                      | Gouverneur de Port Moresby (depuis 2007)                                                      |
|     | Abel David                           |     | Vanuatu                   | Parlement de Vanuatu                         | Union des partis modérés                                        |                                                                                               |
|     | Raymond Jolliffe, baron Hylton       |     | Royaume-Uni               | Chambre des lords                            | aucun                                                           |                                                                                               |
|     | Eva-Britt Svensson                   |     | Suède                     | Parlement européen                           | Parti de gauche                                                 |                                                                                               |
|     | Ieke van den Burg                    |     | Pays-Bas                  | Parlement européen                           | Parti travailliste                                              | décédée en 2014                                                                               |
|     | Sarah Hanson-Young (en)              |     | Australie                 | Sénat                                        | Verts australiens                                               |                                                                                               |
|     | Alan Whitehead                       |     | Royaume-Uni               | Chambre des communes                         | Parti travailliste                                              |                                                                                               |
|     | Keith Vaz                            |     | Royaume-Uni               | Chambre des communes                         | Parti travailliste                                              |                                                                                               |
|     | Peter Bottomley                      |     | Royaume-Uni               | Chambre des communes                         | Parti conservateur                                              |                                                                                               |
|     | Bill Wiggin                          |     | Royaume-Uni               | Chambre des communes                         | Parti conservateur                                              |                                                                                               |
|     | Virginia Bottomley                   |     | Royaume-Uni               | Chambre des communes                         | Parti conservateur                                              |                                                                                               |
|     | Ed Vaizey                            |     | Royaume-Uni               | Chambre des communes                         | Parti conservateur                                              |                                                                                               |
|     | John Taylor, baron Kilclooney        |     | Royaume-Uni               | Chambre des lords                            | Parti unioniste d'Ulster puis sans étiquette                    |                                                                                               |
|     | Lindsay Northover, baronne Northover |     | Royaume-Uni               | Chambre des lords                            | Libéraux-démocrates                                             |                                                                                               |
|     | Jean Lambert                         |     | Royaume-Uni               | Parlement européen                           | Parti vert de l'Angleterre et du pays de Galles                 |                                                                                               |
|     | Aileen Campbell (en)                 |     | Royaume-Uni               | Parlement écossais                           | Parti national écossais                                         |                                                                                               |
|     | Jamie Hepburn (en)                   |     | Royaume-Uni               | Parlement écossais                           | Parti national écossais                                         |                                                                                               |
|     | Bill Kidd (en)                       |     | Royaume-Uni               | Parlement écossais                           | Parti national écossais                                         |                                                                                               |
|     | Linda Fabiani (en)                   |     | Royaume-Uni               | Parlement écossais                           | Parti national écossais                                         |                                                                                               |
|     | John Pritchard                       |     | Royaume-Uni               | Chambre des lords                            | aucun                                                           | évêque d'Oxford (2007-2014)                                                                   |
|     | Richard Di Natale                    |     | Australie                 | Sénat                                        | Verts australiens                                               |                                                                                               |
|     | Diane Abbott                         |     | Royaume-Uni               | Chambre des communes                         | Parti travailliste                                              |                                                                                               |
|     | David Martin                         |     | Royaume-Uni               | Parlement européen                           | Parti travailliste                                              |                                                                                               |
|     | Gary Streeter                        |     | Royaume-Uni               | Chambre des communes                         | Parti conservateur                                              |                                                                                               |
|     | Eugenie Sage (en)                    |     | Nouvelle-Zélande          | Chambre des représentants                    | Parti vert d'Aotearoa Nouvelle-Zélande                          |                                                                                               |
|     | Clare Curran (en)                    |     | Nouvelle-Zélande          | Chambre des représentants                    | Parti travailliste                                              |                                                                                               |
|     | Claire Moore (en)                    |     | Australie                 | Sénat                                        | Parti travailliste                                              |                                                                                               |
|     | Ray Collins, baron Collins           |     | Royaume-Uni               | Chambre des lords                            | Parti travailliste                                              |                                                                                               |
|     | Jane Prentice (en)                   |     | Australie                 | Chambre des représentants                    | Parti libéral national du Queensland                            |                                                                                               |
|     | Nick Brown                           |     | Royaume-Uni               | Chambre des communes                         | Parti travailliste                                              |                                                                                               |
|     | Bill Perkins (en)                    |     | États-Unis                | Sénat de l'État de New York                  | Parti démocrate                                                 |                                                                                               |
|     | Claude Moraes                        |     | Royaume-Uni               | Parlement européen                           | Parti travailliste                                              |                                                                                               |
|     | Larissa Waters                       |     | Australie                 | Sénat                                        | Verts australiens                                               |                                                                                               |
|     | Alison Johnstone                     |     | Royaume-Uni               | Parlement écossais                           | Parti vert écossais                                             |                                                                                               |
|     | Molly Scott Cato                     |     | Royaume-Uni               | Parlement européen                           | Parti vert de l'Angleterre et du pays de Galles                 |                                                                                               |
|     | Derick Rawcliff Manu'ari             |     | Îles Salomon              | Parlement national                           | Parti du peuple d'abord puis Parti démocrate des Îles Salomon   |                                                                                               |
|     | Andy Slaughter                       |     | Royaume-Uni               | Chambre des communes                         | Parti travailliste                                              |                                                                                               |
|     | Christine Grahame (en)               |     | Royaume-Uni               | Parlement écossais                           | Parti national écossais                                         |                                                                                               |
|     | Cate Faehrmann (en)                  |     | Australie                 | Conseil législatif de Nouvelle-Galles du Sud | Verts australiens                                               |                                                                                               |
|     | Anneliese Dodds                      |     | Royaume-Uni               | Chambre des communes                         | Parti travailliste                                              |                                                                                               |
|     | Neil Bibby (en)                      |     | Royaume-Uni               | Parlement écossais                           | Parti travailliste                                              |                                                                                               |
|     | Jamie Parker (en)                    |     | Australie                 | Conseil législatif de Nouvelle-Galles du Sud | Verts australiens                                               |                                                                                               |
|     | Elizabeth May                        |     | Canada                    | Chambre des communes                         | Parti vert du Canada                                            |                                                                                               |
|     | Louisa Wall                          |     | Nouvelle-Zélande          | Chambre des représentants                    | Parti travailliste                                              |                                                                                               |
|     | Janet Rice                           |     | Australie                 | Sénat                                        | Verts australiens                                               |                                                                                               |
|     | Adrian Rurawhe                       |     | Nouvelle-Zélande          | Chambre des représentants                    | Parti travailliste                                              |                                                                                               |
|     | Joël Voordewind (en)                 |     | Pays-Bas                  | Seconde Chambre des États généraux           | Union chrétienne                                                |                                                                                               |
|     | Tommy Sheppard                       |     | Royaume-Uni               | Chambre des communes                         | Parti national écossais                                         |                                                                                               |
|     | Moses Nagamootoo                     |     | Guyana                    | Assemblée nationale                          | Parti progressiste du peuple puis Alliance pour le changement   | Premier ministre du Guyana depuis 2015                                                        |
|     | Keith Scott                          |     | Guyana                    | Assemblée nationale                          | Partenariat pour l'unité nationale                              |                                                                                               |
|     | Rupert Roopnaraine (en)              |     | Guyana                    | Assemblée nationale                          | Alliance des travailleurs (en) puis Alliance pour le changement |                                                                                               |
|     | Kieran McAnulty (en)                 |     | Nouvelle-Zélande          | Chambre des représentants                    | Parti travailliste                                              |                                                                                               |
|     | Carmel Sepuloni (en)                 |     | Nouvelle-Zélande          | Chambre des représentants                    | Parti travailliste                                              |                                                                                               |
|     | William Sio (en)                     |     | Nouvelle-Zélande          | Chambre des représentants                    | Parti travailliste                                              |                                                                                               |
|     | Poto Williams (en)                   |     | Nouvelle-Zélande          | Chambre des représentants                    | Parti travailliste                                              |                                                                                               |
|     | Jenny Salesa (en)                    |     | Nouvelle-Zélande          | Chambre des représentants                    | Parti travailliste                                              |                                                                                               |
|     | Gareth Hughes (en)                   |     | Nouvelle-Zélande          | Chambre des représentants                    | Parti vert d'Aotearoa Nouvelle-Zélande                          |                                                                                               |
|     | Jan Logie (en)                       |     | Nouvelle-Zélande          | Chambre des représentants                    | Parti vert d'Aotearoa Nouvelle-Zélande                          |                                                                                               |
|     | Marama Davidson                      |     | Nouvelle-Zélande          | Chambre des représentants                    | Parti vert d'Aotearoa Nouvelle-Zélande                          |                                                                                               |
|     | Golriz Ghahraman                     |     | Nouvelle-Zélande          | Chambre des représentants                    | Parti vert d'Aotearoa Nouvelle-Zélande                          |                                                                                               |
|     | Chlöe Swarbrick                      |     | Nouvelle-Zélande          | Chambre des représentants                    | Parti vert d'Aotearoa Nouvelle-Zélande                          |                                                                                               |
|     | Robert Courts                        |     | Royaume-Uni               | Chambre des communes                         | Parti conservateur                                              |                                                                                               |
|     | Jonathan Edwards                     |     | Royaume-Uni               | Chambre des communes                         | Plaid Cymru                                                     |                                                                                               |
|     | Catherine West                       |     | Royaume-Uni               | Chambre des communes                         | Parti travailliste                                              |                                                                                               |
|     | Alistair Cooke, baron Lexden         |     | Royaume-Uni               | Chambre des lords                            | Parti conservateur                                              |                                                                                               |
|     | Mark Parnell (en)                    |     | Australie                 | Conseil législatif d'Australie-Méridionale   | Verts australiens                                               |                                                                                               |
|     | Alistair Carmichael                  |     | Royaume-Uni               | Chambre des communes                         | Libéraux-démocrates                                             |                                                                                               |
|     | Colleen Fletcher                     |     | Royaume-Uni               | Chambre des communes                         | Parti travailliste                                              |                                                                                               |
|     | Andrew Wilkie                        |     | Australie                 | Chambre des représentants                    | sans étiquette                                                  |                                                                                               |
|     | Tim Read (en)                        |     | Australie                 | Assemblée législative du Victoria            | Verts australiens                                               |                                                                                               |
|     | Bob Brown                            |     | Australie                 | Sénat                                        | Verts australiens                                               |                                                                                               |
|     | Mike Foster                          |     | Royaume-Uni               | Chambre des communes                         | Parti travailliste                                              |                                                                                               |
|     | Betty Williams (en)                  |     | Royaume-Uni               | Chambre des communes                         | Parti travailliste                                              |                                                                                               |
|     | Jeanette Fitzsimons                  |     | Nouvelle-Zélande          | Chambre des représentants                    | Parti vert d'Aotearoa Nouvelle-Zélande                          |                                                                                               |
|     | Keith Locke (en)                     |     | Nouvelle-Zélande          | Chambre des représentants                    | Parti vert d'Aotearoa Nouvelle-Zélande                          |                                                                                               |
|     | Catherine Delahunty (en)             |     | Nouvelle-Zélande          | Chambre des représentants                    | Parti vert d'Aotearoa Nouvelle-Zélande                          |                                                                                               |
|     | Russel Norman                        |     | Nouvelle-Zélande          | Chambre des représentants                    | Parti vert d'Aotearoa Nouvelle-Zélande                          |                                                                                               |
|     | Eric Lubbock, Lord Avebury           |     | Royaume-Uni               | Chambre des lords                            | Libéraux-démocrates                                             |                                                                                               |
|     | Patrick J. Kennedy                   |     | États-Unis                | Chambre des représentants des États-Unis     | Parti démocrate                                                 |                                                                                               |
|     | Ondřej Liška                         |     | République tchèque        | Chambre des députés                          | Parti vert                                                      | Ministre de l'Éducation (2007-2009)                                                           |
|     | Kateřina Jacques (en)                |     | République tchèque        | Chambre des députés                          | Parti vert                                                      |                                                                                               |
|     | Přemysl Rabas                        |     | République tchèque        | Chambre des députés                          | Parti vert                                                      |                                                                                               |
|     | Maryan Street (en)                   |     | Nouvelle-Zélande          | Chambre des représentants                    | Parti travailliste                                              |                                                                                               |
|     | Pascal Prince                        |     | Suisse                    | Parlement du canton du Jura                  | Rauraque indépendant                                            |                                                                                               |
|     | Greg Barber (en)                     |     | Australie                 | Conseil législatif du Victoria               | Verts australiens                                               |                                                                                               |
|     | Stephen Williams                     |     | Royaume-Uni               | Chambre des communes                         | Libéraux-démocrates                                             |                                                                                               |
|     | Jamie Maxtone-Graham                 |     | Papouasie-Nouvelle-Guinée | Parlement national                           | sans étiquette, puis parti de la Papouasie-Nouvelle-Guinée      | Mort en 2019.                                                                                 |
|     | Boka Kondra (en)                     |     | Papouasie-Nouvelle-Guinée | Parlement national                           | Congrès national populaire                                      | Ministre du Tourisme, des Arts et de la Culture de 2012 à 2016.                               |
|     | Satu Hassi                           |     | Finlande                  | Parlement européen                           | Ligue verte                                                     |                                                                                               |
|     | Christine Milne                      |     | Australie                 | Sénat                                        | Verts australiens                                               |                                                                                               |
|     | Urko Aiartza (es)                    |     | Espagne                   | Sénat                                        | Amaiur puis Sortu                                               |                                                                                               |
|     | Denise Roche (en)                    |     | Nouvelle-Zélande          | Chambre des représentants                    | Parti vert d'Aotearoa Nouvelle-Zélande                          |                                                                                               |
|     | Kennedy Graham (en)                  |     | Nouvelle-Zélande          | Chambre des représentants                    | Parti vert d'Aotearoa Nouvelle-Zélande                          |                                                                                               |
|     | Laurie Ferguson (en)                 |     | Australie                 | Chambre des représentants                    | Parti travailliste                                              |                                                                                               |
|     | John Madigan (en)                    |     | Australie                 | Sénat                                        | Parti travailliste démocrate (en) puis sans étiquette           |                                                                                               |
|     | Iñaki Irazabalbeitia                 |     | Espagne                   | Parlement européen                           | Aralar                                                          |                                                                                               |
|     | Steffan Browning (en)                |     | Nouvelle-Zélande          | Chambre des représentants                    | Parti vert d'Aotearoa Nouvelle-Zélande                          |                                                                                               |
|     | Jean Urquhart (en)                   |     | Royaume-Uni               | Parlement écossais                           | Parti national écossais, puis sans étiquette                    |                                                                                               |
|     | Marco Biagi (en)                     |     | Royaume-Uni               | Parlement écossais                           | Parti national écossais                                         |                                                                                               |
|     | Danielle Auroi                       |     | France                    | Parlement européen, puis Assemblée nationale | Europe Écologie Les Verts                                       |                                                                                               |
|     | Melissa Parke (en)                   |     | Australie                 | Chambre des représentants                    | Parti travailliste                                              |                                                                                               |
|     | Gary Juffa (en)                      |     | Papouasie-Nouvelle-Guinée | Parlement national                           | Mouvement populaire pour le changement (en)                     | Gouverneur de la province d'Oro.                                                              |
|     | Metiria Turei                        |     | Nouvelle-Zélande          | Chambre des représentants                    | Parti vert d'Aotearoa Nouvelle-Zélande                          |                                                                                               |
|     | Mojo Mathers                         |     | Nouvelle-Zélande          | Chambre des représentants                    | Parti vert d'Aotearoa Nouvelle-Zélande                          |                                                                                               |
|     | Billy Gordon (en)                    |     | Australie                 | Assemblée législative du Queensland          | Parti travailliste, puis sans étiquette                         |                                                                                               |
|     | Lee Rhiannon                         |     | Australie                 | Sénat                                        | Verts australiens                                               |                                                                                               |
|     | Rob Pyne (en)                        |     | Australie                 | Assemblée législative du Queensland          | Parti travailliste, puis sans étiquette                         |                                                                                               |
|     | Scott Ludlam (en)                    |     | Australie                 | Sénat                                        | Verts australiens                                               |                                                                                               |
|     | Stewart Maxwell (en)                 |     | Royaume-Uni               | Parlement écossais                           | Parti national écossais                                         |                                                                                               |
|     | Natalie McGarry                      |     | Royaume-Uni               | Chambre des communes                         | Parti national écossais puis sans étiquette                     |                                                                                               |
|     | Natalie Bennett, baronne Bennett     |     | Royaume-Uni               | Chambre des lords                            | Parti vert de l'Angleterre et du pays de Galles                 |                                                                                               |
|     | Harry van Bommel (en)                |     | Pays-Bas                  | Seconde Chambre des États généraux           | Parti socialiste                                                |                                                                                               |
|     | Rachel Carling-Jenkins (en)          |     | Australie                 | Conseil législatif du Victoria               | Parti travailliste démocrate puis Conservateurs (en)            |                                                                                               |
|     | Toeolesulusulu Cedric Schuster       |     | Samoa                     | Fono                                         | Tautua Samoa                                                    |                                                                                               |
|     | Gorka Elejabarrieta                  |     | Espagne                   | Sénat                                        | EH Bildu                                                        |                                                                                               |
|     | John Howell                          |     | Royaume-Uni               | Chambre des communes                         | Parti conservateur                                              |                                                                                               |
|     | Lloyd Russell-Moyle                  |     | Royaume-Uni               | Chambre des communes                         | Parti travailliste                                              |                                                                                               |
|     | Martyn Day                           |     | Royaume-Uni               | Chambre des communes                         | Parti national écossais                                         |                                                                                               |
|     | Munira Wilson                        |     | Royaume-Uni               | Chambre des communes                         | Libéraux-démocrates                                             |                                                                                               |
|     | Bambos Charalambous                  |     | Royaume-Uni               | Chambre des communes                         | Parti travailliste                                              |                                                                                               |
|     | Carles Puigdemont                    |     | Espagne                   | Parlement européen                           | Ensemble pour la Catalogne                                      |                                                                                               |
|     | Patrick Grady                        |     | Royaume-Uni               | Chambre des communes                         | Parti national écossais                                         |                                                                                               |